# Lista över ryska filmer från 2009
Detta är en lista över filmer producerade i Ryssland 2009. 

## Lista
| Titel                        | Rysk titel             | Regissör                    | Skådespelare     | Genre          | Noteringar                       |
| ---------------------------- | ---------------------- | --------------------------- | ---------------- | -------------- | -------------------------------- |
| Alice's Birthday             | День рождения Алисы    | Sergej Serjogin             |                  |                |                                  |
| The Best Movie 2             | Самый лучший фильм 2   | Oleg Fomin                  |                  |                |                                  |
| The Return of the Musketeers | Возвращение мушкетёров | Georgij Jungvald-Chilkevitj |                  |                |                                  |
| First Love                   | Первая любовь          | Jegor Druzjinin             | Julija Savitjeva |                |                                  |
| Tale in the Darkness         | Сказка про темноту     | Nikolaj Chomeriki           |                  |                | Deltog i Filmfestivalen i Cannes |
| Taras Bulba                  | Тарас Бульба           | Vladimir Bortko             |                  | Historisk film |                                  |
| Tsar                         | Царь                   | Pavel Lungin                |                  | Historisk film | Deltog i Filmfestivalen i Cannes |
| Olympius Inferno             | Олимпиус Инферно       | Igor Volosjin               |                  | Action-drama   | Om det sydossetiska kriget       |